# Pseudostegias atlantica
Pseudostegias atlantica is een pissebed uit de familie Bopyridae. De wetenschappelijke naam van de soort is voor het eerst geldig gepubliceerd in 1965 door Lemos de Castro.